# Francesco Sorti
Francesco Sorti (* 1964) je italský novinář a spisovatel žijící v Římě a Vídni. Se svojí manželkou Ritou Monaldiovou spolu zatím napsali první tři díly sedmidílné románové fresky z období pozdního baroka.

## Život
Francesco Sorti vystudoval muzikologii a specializoval se na hudbu 17. století. Předtím než se stal spisovatelem, pracoval mnoho let jako novinář.

## Dílo
- Imprimatur (2002)
- Secretum (2004)
- Veritas (2007)

Autorům zbývají dopsat ještě další čtyři díly. Názvy knih tvoří větu: "Imprimatur secretum, veritas mysterium. Unicum..." Názvy posledních dvou knih autoři prozatím tají. Věta má prozatím tento význam: "I přesto, že je tajemství vytištěno, pravda je vždy tajemná. Jediné, co zbyde, je..."

### Česká vydání
- Imprimatur, překlad Jitka Křesálková a Eva Ruxová, Praha, Albatros, 2004, ISBN 80-00-01463-7
- Secretum, překlad Jitka Křesálková a Eva Ruxová, Praha, Albatros, 2005, ISBN 80-00-01685-0
- Veritas, překlad Zdena Šmídová, Praha, Albatros, 2007, ISBN 978-80-00-01584-2